# MT-135

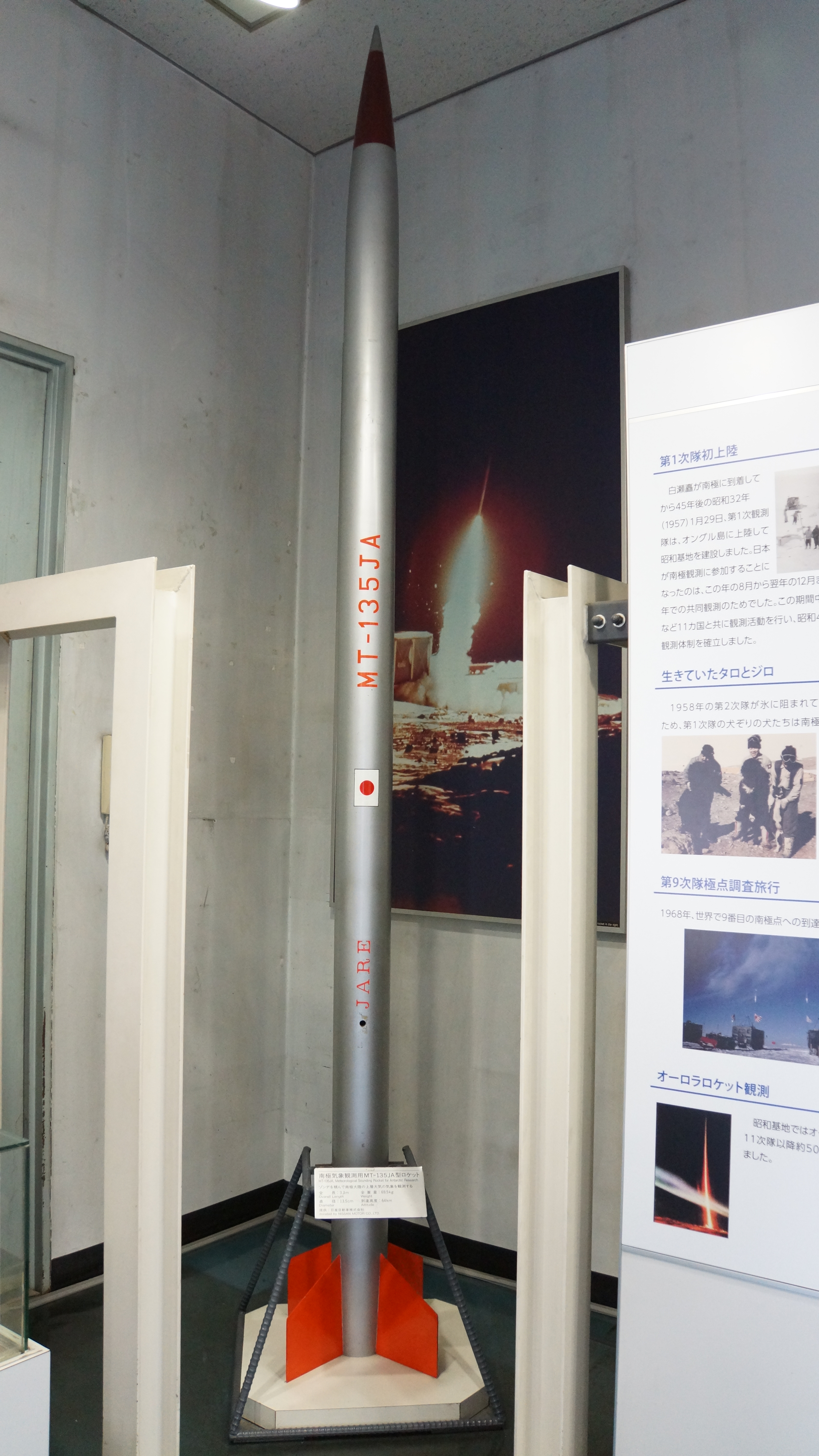
foguete mt-135 em um local de exposição.

MT-135, é um foguete de sondagem mono estágio de origem japonesa, desenvolvido a partir de 1963, pelo professor F. Tamaki.
Seu objetivo era efetuar vários tipos de pesquisas atmosféricas, entre elas a de presença de ozônio.
Em 1969, uma versão com sistema de recuperação do propulsor por paraquedas foi desenvolvida, por questões de segurança marítima. Este foguete foi lançado semanalmente pela Agência Meteorológica Japonesa. Esse projeto durou cerca de 30 anos, desde o primeiro lançamento em 1970, até o voo 1.119 em 21 de março de 2001.

## Características
O MT-135, teve apenas duas versões: a original, e a "P" cujo motor era recuperado por um sistema de paraquedas, com as seguintes características:
MT-135
- Altura: 3,3 m
- Diâmetro: 14 cm
- Massa total: 68 kg
- Carga útil: 10 kg
- Empuxo: 8,13 kN
- Apogeu: 50 km
- Estreia: 29 de março de 1964
- Último: 19 de setembro de 2000
- Lançamentos: 73[3]

MT-135P
- Altura: 3,3 m
- Diâmetro: 14 cm
- Massa total: 68 kg
- Carga útil: 10 kg
- Empuxo: 12 kN
- Apogeu: 50 km
- Estreia: 5 de janeiro de 1969
- Último: 21 de março de 2001
- Lançamentos: 1.119[4]